# Casa Girbau (Sant Feliu de Guíxols)
La Casa Girbau és una obra eclèctica de Sant Feliu de Guíxols (Baix Empordà) inclosa a l'Inventari del Patrimoni Arquitectònic de Catalunya.

## Descripció
Edifici entre mitgeres, de planta i dos pisos, amb terrat. La façana presenta una composició simètrica, amb totes les obertures allindades i amb decoració floral. A la planta baixa hi ha una gran porta d'accés centrada i dues finestres als costats. El primer pis és ocupat per un balcó corregut de tres obertures, sostingut per cartel·les i fris decoratiu amb motius vegetals. Al segon pis hi ha tres balcons. El coronament és amb cornisa i barana. A la porta d'accés hi ha les inicials "NG".

## Història
L'edifici va ser bastit probablement durant els últims anys del segle xix. Els elements decoratius emprats anuncien ja el moviments modernista.